# 歐陽震華
歐陽震華（英語：Bobby Au-yeung Chun Wah，1960年7月28日—），香港男演員，本名歐陽耀泉，為前無綫電視合約藝人。妻子傅潔嫻為澳門前任賭王傅老榕的孫女，兩人於1996年結婚。他曾以經理人合約和部頭合約形式與無綫電視合作，完約後主要專注於中國大陸發展。

## 背景
歐陽震華原名歐陽耀泉，改名契機起自藝訓班同學吳志強改了藝名做吳鎮宇之後，事業開始有起色。吳鎮宇便帶歐陽震華到黃大仙住所附近找來一位命理師替歐陽震華改名。命理師認為祖輩給他取的「耀泉」呈現水火不容的景象（耀帶火、泉帶水）而命格缺水，加上當時電視台的當紅藝人如黄日华和刘德华的名稱都有一個「華」字，經筆劃計算後提議他使用「震華」，寓意憑住威勢加持「震住」走紅藝人，自己才能走红。歐陽震華自1986年參演《黃金十年》期間改用藝名。他是家中長子，對下有弟妹，早年居住過不同地區，住得較長時間的地點為石塘咀屈地街。後來移居九龍旺角近荷李活商業中心的一幢大廈（與艾威為同一幢大廈的鄰居），常在放學後到麥花臣球場踢足球。成長階段的歐陽震華與外公、外婆、3個舅父以及1個姨姨同住。
學業上，歐陽震華自幼稚園時期起於毗鄰寓所的創興書院唸書，1967年畢業於該校幼稚園部，後於創興書院小學部及中學部（屈地街舊校）以及亞皆老街大同中學完成學業。在校時曾參演話劇，另一方面是足球校隊成員。轉校後則轉為參加籃球運動。他的學業成績一般。童年時候比較頑皮，曾經獨自到住所天台沿簷篷滑落地面，又會跟其他小朋友鄰居在沒有護具的情況下直接滾樓梯。
歐陽震華的洋名由中學老師所取，但因為他本身沒有洋名，老師覺得「Bobby」一名予人像動物一樣聽話兼容易管教的印象，於是為他取了「Bobby」這個名字。歐陽震華此後數十載多次被途人以不恰當的召喚語氣稱呼他做「Bobby」，促使他於2024年參與錄製《聲生不息·大灣區季》時正式對外公佈自己棄用「Bobby」。當歐陽震華1978年中學畢業後，他到洪羅拔曾入職的高級時裝店「Romano」任職銷售員。直到1982年洪羅拔重返時裝店探望舊同事，他看過歐陽震華的外形後建議他參加電視台藝員訓練班，並以推薦人身份為他遞交報名表格。由於產生了做明星的念頭，歐陽震華報名參加第11期無綫電視藝員訓練班，繼而加入無綫電視。當年他並非被直接取錄，而是一名正取生放棄入讀訓練班的機會，因此他能夠以備取生方式補上名額。

## 演藝發展
歐陽震華早期因其貌不揚被邀請擔當一些跑龍套的角色如嫖客、賊人、屍體等等，及後因為無綫掀起小生花旦離巢潮，戲份慢慢吃重。有一次他途經銅鑼灣百達商場時看見了一張時裝售貨員招聘啟事，如若事業沒有起色，他打算在入職電視台之後的第10年退行，以賺取更多收入（其當藝員的薪金為8000元，該份招聘啟事出價10000元）。適逢1992年監製鄧特希起用他參演《壹號皇庭》，他決定打消轉行的念頭。他在劇中首度擔任第一男主角，飾演檢控官「余在春」一角，與陳秀雯扮演情侶，令不少觀眾印象難忘。此劇雖然被放在星期日晚上十時至十一時的炮灰時段，但沒有阻礙收視上升，反而令歐陽震華的事業開始大紅大紫，並且在當時開創了專業劇的先河。歐陽震華與陶大宇、吳啟華、罗嘉良、古天樂、林保怡成為1990年代中后期無綫力捧的當家小生之一。隨後參演其首部古裝劇《醉打金枝》。由於劇集內容輕鬆惹笑，收視率一直高企，他更憑此劇與關詠荷奪得其人生首個演技獎項——《萬千星輝賀台慶1997》「最佳惹笑冤家大獎」，並且首度提名「最佳劇中男角演繹大獎」。
此後的《醉打金枝》、《美味天王》、《陀槍師姐》系列在播出後，收視皆一直居高不下，其中歐陽震華更憑《陀槍師姐》三度於《萬千星輝賀台慶1998》、《萬千星輝賀台慶2001》及《萬千星輝賀台慶2004》提名「最佳男主角」。直到2000年他憑古裝懸疑劇《洗冤錄》「宋慈」一角獲2000年度萬千星輝賀台慶本年度我最喜愛的男主角（等同現時的最佳男主角，亦成為第一位獲得此獎項的藝員訓練班學員）；該劇當時的最高收視更達到44點。歐陽震華在《談判專家》、《洗冤錄II》、《青出於藍》、《施公奇案系列》、《法證先鋒系列》的演出收視率往往錄得佳績，因此被傳媒冠以「收視福將」之稱號。他其後先後憑《洗冤錄II》的宋慈及《青出於藍》的賈濟材分別獲得《萬千星輝賀台慶2003》的「我最喜愛的電視角色」及《萬千星輝賀台慶2004》的「我最喜愛的電視角色」。
2007年，無綫電視提名歐陽震華在台慶劇《賭場風雲》飾演的齊歡暢一角入圍角逐第35屆國際艾美獎的最佳男主角獎項，並進入最後五強。他成為首位香港男藝人獲提名該國際性獎項，同時憑此劇入圍萬千星輝頒獎典禮2007的「最佳男主角」及《Astro華麗台電視劇大獎2008》的「我的至愛男主角」，一併入圍最後五強，獲得五強金牌。但他於2010年轉簽部頭合約，開始往中國內地發展事業，主演了《天師鍾馗之美麗傳說》、《帶刀女捕快》、《步步殺機》等一系列作品。到了2012年與關詠荷再度合作拍攝《情逆三世緣》。
2013年2月12日，歐陽震華因食物誤入氣管引致急性肺炎而被送入律敦治醫院深切治療部留醫，一度陷入昏迷狀態；同月22日康復出院。2015年6月，有感受到公司冷落，歐陽震華跟無綫電視就合約問題產生分歧，之後雙方磋商達成續約共識。。2016年，歐陽震華憑喜劇《一屋老友記》獲《亞洲電視大獎》的「最佳喜劇演員」，是無綫電視首位藝人奪得這個獎項。他本被視為《萬千星輝頒獎典禮2016》「最佳男主角」的熱門獲獎人選，不過最後大熱倒灶，五強不入。2017年11月，歐陽震華出演無綫電視台慶五十周年劇集《誇世代》。當他於2020年4月合約期約滿後，他便離巢，結束與無綫電視38年之賓主關係。2021年播出的《伙記辦大事》為其告別作。
2021年12月25日，歐陽震華在抖音上慶祝聖誕節，被中國網民批評，同時被香港網民取笑為「勾洋辱華」。他被中國網民责骂聖誕屬西洋節目「中國人不需慶祝」、「元旦才是中國節日」、「建議多看長津湖了解歷史」，歐陽震華随即以「双手合十」的表情回覆网民批评。3天后，他重申慶祝聖誕節的行为并无大碍，对此问心无愧。2024年，歐陽震華加盟英皇娛樂轉向電影圈發展。

## 經營生意
歐陽震華和無綫電視前藝員陶大宇等人，以合資形式開設食肆「越華會」。原意為藝人提供一個聚腳點。有關生意曾擴張至數間分店，然而「越華會海鮮館」及「越華會海鮮小館」已於2022年結束營運。

## 演出作品

### 電視劇（無綫電視）
| 首播   | 劇名                 | 角色                                               |
| 1982年 | 活力十一             |                                                    |
| 1982年 | 假日風情             |                                                    |
| 1982年 | 蘇乞兒               | 徒 弟                                              |
| 1982年 | 香城浪子             | 學 生                                              |
| 1982年 | 萬水千山總是情       | 學 生                                              |
| 1982年 | 香港八二             |                                                    |
| 1982年 | 獵鷹                 |                                                    |
| 1983年 | 香港八三             | 阿 田                                              |
| 1983年 | 射鵰英雄傳之鐵血丹心 | 小 二                                              |
| 1983年 | 射鵰英雄傳之東邪西毒 | 阿 全（歸云莊家丁）                                |
| 1983年 | 射鵰英雄傳之華山論劍 | 乞 兒                                              |
| 1983年 | 播音人               |                                                    |
| 1983年 | 奔向太陽             |                                                    |
| 1983年 | 老洞                 | 黃興群                                             |
| 1983年 | 警花出更             |                                                    |
| 1983年 | 北斗雙雄             | 梁 傑                                              |
| 1984年 | 再版人               | 沈國良                                             |
| 1984年 | 決戰玄武門           | 李建成                                             |
| 1984年 | 笑傲江湖             | 余人彥                                             |
| 1984年 | 閉門一家親           |                                                    |
| 1984年 | 生綉橋王             |                                                    |
| 1984年 | 鹿鼎記               | 和 尚                                              |
| 1984年 | 秋瑾                 |                                                    |
| 1984年 | 魔域桃源             |                                                    |
| 1984年 | 楚留香之蝙蝠傳奇     | 薛 斌                                              |
| 1985年 | 武林世家             | 方尚文                                             |
| 1985年 | 碧血劍               | 梅劍和                                             |
| 1985年 | 挑戰                 | 阿 全                                              |
| 1985年 | 大香港               | 梅律師                                             |
| 1985年 | 楚河漢界             | 龍 且                                              |
| 1985年 | 觀世音               | 阿 難                                              |
| 1986年 | 陸小鳳之鳳舞九天     | 老實和尚                                           |
| 1986年 | 黃金十年             | 宋仕良                                             |
| 1986年 | 薛剛反唐             | 秦 紅                                              |
| 1987年 | 大運河               | 翟 讓                                              |
| 1988年 | 太平天國             | 曾國荃                                             |
| 1988年 | 阿德也瘋狂           | 茂巴林                                             |
| 1989年 | 上海大風暴           | 向 南                                              |
| 1989年 | 萬家傳說             | 包 金                                              |
| 1989年 | 豪情                 |                                                    |
| 1989年 | 飛虎群英             |                                                    |
| 1989年 | 俠客行               | 李 四                                              |
| 1989年 | 龍廷爭霸             |                                                    |
| 1989年 | 晉文公傳奇           | 趙 衰                                              |
| 1989年 | 花月佳期             |                                                    |
| 1990年 | 茶煲世家             |                                                    |
| 1990年 | 笑傲在明天           | 宋子謙                                             |
| 1991年 | 命運快車             | 阮惠喬                                             |
| 1991年 | 今生無悔             | 同 慶                                              |
| 1991年 | 橫財三千萬           | 何顯貴                                             |
| 1991年 | 閉門一家千           | 馮培基                                             |
| 1991年 | 卡拉屋企             | 劉青山                                             |
| 1991年 | 灰網                 | 檢控官                                             |
| 1992年 | 壹號皇庭             | 余在春（Ben）                                      |
| 1992年 | 拳王賭至尊           | 倪俊傑                                             |
| 1992年 | 我愛牙擦蘇           | 金多寶                                             |
| 1992年 | 愛生事家庭           | Andy                                               |
| 1993年 | 壹號皇庭II           | 余在春（Ben）                                      |
| 1993年 | 偷心大少             | 梁志滔                                             |
| 1994年 | 壹號皇庭III          | 余在春（Ben）                                      |
| 1995年 | 前世冤家             | 唐天就                                             |
| 1995年 | 壹號皇庭IV           | 余在春（Ben）                                      |
| 1996年 | 天降財神             | 楊濟材（十三叔）                                   |
| 1996年 | 緝私群英             | 葉天華                                             |
| 1997年 | 皇家反千組           | 江一菊                                             |
| 1997年 | 醉打金枝             | 郭 曖                                              |
| 1997年 | 壹號皇庭V            | 余在春（Ben）                                      |
| 1997年 | 美味天王             | 金一山（田味吉）                                   |
| 1998年 | 掃黃先鋒             | 江楚帆                                             |
| 1998年 | 陀槍師姐             | 陳大生                                             |
| 1998年 | 陀槍師姐             | 陳小生                                             |
| 1998年 | 網上有情人           | 郭浩東                                             |
| 1999年 | 金玉滿堂             | 戴八寶                                             |
| 1999年 | 金玉滿堂             | 戴東官                                             |
| 1999年 | 反黑先鋒             | 郭 曖（客串）                                      |
| 1999年 | 洗冤錄               | 宋 慈                                              |
| 2000年 | 陀槍師姐II           | 陳小生                                             |
| 2000年 | 金裝四大才子         | 祝枝山                                             |
| 2001年 | 娛樂反斗星           | 白創世                                             |
| 2001年 | 陀槍師姐III          | 陳小生                                             |
| 2002年 | 談判專家             | 彭國棟                                             |
| 2003年 | 洗冤錄II             | 宋 慈                                              |
| 2004年 | 陀槍師姐IV           | 陳小生                                             |
| 2004年 | 青出於藍             | 賈濟材                                             |
| 2005年 | 翻新大少             | 戴少良                                             |
| 2006年 | 施公奇案             | 施世綸                                             |
| 2006年 | 法證先鋒             | 高彥博                                             |
| 2006年 | 賭場風雲             | 齊歡暢                                             |
| 2007年 | 爸爸閉翳             | 閔天賜                                             |
| 2007年 | 兩妻時代             | 江海泉                                             |
| 2008年 | 古靈精探             | 齊歡暢（客串）                                     |
| 2008年 | 法證先鋒II           | 高彥博                                             |
| 2008年 | 尖子攻略             | 彭錦秋                                             |
| 2010年 | 施公奇案II           | 施世綸                                             |
| 2011年 | 不速之約             | 江東健（OK醫生）                                   |
| 2012年 | 耀舞長安             | 戴名鈸（喬步龍）                                   |
| 2013年 | 情逆三世緣           | 袁金昌、包拯、華龍飆                               |
| 2015年 | 東坡家事             | 蘇東坡                                             |
| 2015年 | 東坡家事             | 蘇 洵                                              |
| 2016年 | 一屋老友記           | 寶 歡（大寶）                                      |
| 2017年 | 誇世代               | 宋仲基                                             |
| 2017年 | 誇世代               | 包 豹（靈魂對調）                                  |
| 2019年 | 愛·回家之開心速遞    | 歐陽波比（祝枝山、梁山伯、易先生）（第606－607集） |
| 2021年 | 伙記辦大事           | 歐陽聰                                             |

### 綜藝節目（無綫電視）
| 首播年份 | 節目名稱 |
| 1991年   | 香港藝術家年獎90頒獎典禮                                                                                             |
| 1991年   | 黎明音樂特輯之我的感覺                                                                                               |
| 1991年   | 歡樂滿東華 |
| 1992年   | 奧運銀禧群星大挑戰                                                                                                   |
| 1992年   | 寰宇風情 （太平洋之旅：關島、塞班島特輯主持 與朱潔儀）                                                               |
| 1992年   | 92寰宇奇觀大挑戰 |
| 1992年   | 銀禧搞笑工程 |
| 1992年   | 歡樂滿東華 |
| 1995年   | 花弗新世界 |
| 1995年   | 為食到飛起（第15集）                                                                                                 |
| 1995年   | 運財智叻星（第8集）                                                                                                  |
| 1995年   | 週三紅FRIEND區之今夜黎明追追追                                                                                       |
| 1995年   | 星光燦爛仁愛堂 |
| 1995年   | 三峽狀元爭霸戰（第1集）                                                                                              |
| 1995年   | 人生交叉點（第26集）                                                                                                 |
| 1996年   | 郭富城昆士蘭特輯之失憶情緣                                                                                           |
| 1996年   | 1995年度十大勁歌金曲頒獎典禮（頒獎嘉賓）                                                                             |
| 1996年   | 超級無敵獎門人（第8集、金裝超級無敵獎門人）                                                                          |
| 1996年   | 96亞特蘭大奧運獎門人                                                                                                 |
| 1996年   | 威PHONE八面娛樂圈（第3集）                                                                                           |
| 1996年   | 奧運群星智激鬥（第1集）                                                                                              |
| 1996年   | 為食到日本（主持 與江欣燕）                                                                                          |
| 1996年   | 廣告大贏家（第4集）                                                                                                  |
| 1997年   | 金牛獻瑞慶團年 |
| 1997年   | 助人自助樂施夜 |
| 1997年   | 人生交叉點（第7、14集）                                                                                              |
| 1997年   | 公益開心果（第3集）                                                                                                  |
| 1997年   | 瑪麗醫院光輝飛越六十年                                                                                               |
| 1997年   | 萬眾同心公益金 |
| 1997年   | 永安旅遊話你知：點解歐洲咁好玩（主持 與陳淑蘭、姚瑩瑩）                                                              |
| 1997年   | 超級無敵獎門人之再戰江湖（第3、21集）                                                                                |
| 1997年   | 世界如此多FUN（第5集）                                                                                               |
| 1997年   | 1997年度香港小姐競選決賽                                                                                             |
| 1997年   | 荃心荃意荃情三十年                                                                                                   |
| 1997年   | 1997年勁歌金曲第三季季選（揭曉嘉賓）                                                                                 |
| 1997年   | 回到未紅時 |
| 1998年   | 無綫30週年經典大匯演                                                                                                 |
| 1998年   | 1998年度香港小姐競選準決賽（司儀 與曾志偉、鄭丹瑞）                                                                  |
| 1998年   | 運財大贏家 |
| 1998年   | 天下無敵獎門人（第14、18集）                                                                                         |
| 1998年   | 蔡瀾遨遊伊斯坦堡 |
| 1999年   | 驚天動地獎門人（第1、9、24集）                                                                                       |
| 1999年   | 公益金屋開心SHOW（第1集）                                                                                            |
| 1999年   | 失驚無神大整蠱（主持 與宣萱）                                                                                        |
| 2000年   | 智尊打吡賽 |
| 2000年   | 宇宙無敵獎門人（第1、17集、博愛獎門人百集慶典）                                                                      |
| 2000年   | 公益開心百萬SHOW（第8集）                                                                                            |
| 2001年   | 公益開心大富翁（第8集）                                                                                              |
| 2002年   | 掌聲的背後 |
| 2003年   | 智在必得（第9集） |
| 2003年   | 全城投入電視廣播新里程                                                                                               |
| 2004年   | 2004年度國際華裔小姐競選（大會評判）                                                                                 |
| 2005年   | 香港直播（6月14日）                                                                                                  |
| 2006年   | 娛樂直播（1月26日）                                                                                                  |
| 2006年   | 都市閒情（7月4日 與林文龍、蒙嘉慧）                                                                                  |
| 2006年   | 15/16（第47、48集）                                                                                                  |
| 2007年   | 味分高下（第3、4集）                                                                                                 |
| 2007年   | 都市閒情（與夏雨）                                                                                                   |
| 2007年   | 娛樂直播（8月30日 與黃宗澤）                                                                                         |
| 2008年   | 都市閒情（與鄭嘉穎、佘詩曼）                                                                                         |
| 2008年   | 志雲飯局（11月29日）                                                                                                 |
| 2010年   | 今日VIP（7月21日 與宣萱）                                                                                            |
| 2011年   | 今日VIP（9月20日 與楊怡）                                                                                            |
| 2011年   | 變身男女Chok Chok Chok（第12集）                                                                                     |
| 2013年   | 今日VIP（3月28日 《情逆三世緣》香港國際影視展訪問）、（8月12日）                                                     |
| 2013年   | 超級無敵獎門人 終極篇（第6集）                                                                                       |
| 2015年   | 今晚睇李（4月5日）                                                                                                   |
| 2015年   | 娛樂3兄弟（第21集）                                                                                                  |
| 2015年   | 今日VIP（10月26日 與萬綺雯）                                                                                         |
| 2015年   | 一綫娛樂（與《東坡家事》演員）                                                                                       |
| 2016年   | 今日VIP（6月27日）                                                                                                   |
| 2016年   | 一綫娛樂 |
| 2016年   | 男人食堂（7月24日 與蘇民峰、車婉婉、劉江、滕麗名、呂慧儀、韋家雄）                                                   |
| 2016年   | 我愛香港（8月10日 與肥媽、羅霖、孫耀威、胡定欣、李佳芯、王梓軒、何輝、區瑞強、滕麗名、袁偉豪、呂慧儀、陳瀅、蔡曉慧） |
| 2016年   | 一屋老友去旅行（主持）                                                                                               |
| 2017年   | 最佳拍檔（9月24日 與陶大宇、蘇永康）                                                                                 |
| 2017年   | 今日VIP（11月27日）                                                                                                  |
| 2018年   | 萬千星輝頒獎典禮2018（頒獎嘉賓）                                                                                     |
| 2019年   | Do姐有問題第3輯（第12集）                                                                                            |
| 2020年   | 諸朋好友（第7、8集）                                                                                                 |
| 2021年   | 開心大綜藝（第5集）                                                                                                  |
| 2022年   | 萬千星輝頒獎典禮2021（頒獎嘉賓）                                                                                     |

### 電視劇（其他）
| 首播   | 劇名                                      | 角色                |
| 2001年 | 我來也                                    | 馮破布              |
| 2002年 | 上有老                                    | 李成初              |
| 2005年 | 月上江南-狄仁杰洗冤錄 (又稱「洗冤錄III」) | 狄仁杰              |
| 2006年 | 福祿壽三星報喜                            | 壽星, 梅壽全        |
| 2009年 | 天師鍾馗之美麗傳說                        | 鍾馗                |
| 2010年 | 天生無才                                  | 劉一清              |
| 2011年 | 帶刀女捕快                                | 歐陽冬（北侠欧阳春) |
| 2012年 | 钟馗传说                                  | 鍾馗                |
| 2012年 | 步步殺機                                  | 劉梵希              |
| 2014年 | 布袋和尚新传                              | 布袋和尚            |

### 節目巡禮（無綫電視）
| 巡禮年份 | 劇名         | 拍攝進度           |
| 2003年   | 撞板法術     | 沒有製作           |
| 2004年   | 青出於藍     | 播映完畢           |
| 2005年   | 胭脂水粉     | 播映完畢，沒有參演 |
| 2006年   | 法證先鋒     | 播映完畢           |
| 2008年   | 胡雪巖的廚娘 | 沒有製作           |
| 2008年   | 法證先鋒II   | 播映完畢           |
| 2010年   | 隔離七日情   | 播映完畢，沒有參演 |
| 2010年   | 法證先鋒III  | 播映完畢，沒有參演 |
| 2012年   | 耀舞長安     | 播映完畢           |
| 2013年   | 情逆三世緣   | 播映完畢           |
| 2015年   | 東坡家事     | 播映完畢           |
| 2016年   | 一屋老友記   | 播映完畢           |

### 電視電影
| 首播   | 劇名                      | 角色    |
| 1989年 | 殺戮江湖                  |         |
| 1989年 | 難民營風暴                |         |
| 1990年 | 踏盡江湖路                | 狄虎    |
| 1991年 | 殺機                      |         |
| 2001年 | 熱血狙擊 (The Final Shot) | Joe Yip |

### 電影
| 年份     | 劇名                                                       | 角色           |
| 1984年   | 第8站 (Before Dawn)                                        | 王天祥         |
| 1992年   | 辣手神探 (Hard Boiled)                                     | 警察           |
| 1993年   | 護花情狂 (Love Quadrangle)                                 | 趙四妹         |
| 1993年   | 真相之終極之旅 (A Deadly Way)                              | 溫文           |
| 1993年   | 至尊三十六計之偷天換日 (Perfect Exchange)                  |                |
| 1993年   | 富貴狂花 (Lamb Killer)                                     | Paul           |
| 1994年   | 真相之二極道追擊 (The Dying Run)                           | 溫文           |
| 1994年   | 大話英雄 (Lying Hero)                                      | 阿伟           |
| 1994年   | 奪命接觸 (Fatal Encounter)                                 | 郭建華         |
| 1994年   | 浮世怨曲(Trouble, I've Had it All My Days)                 |                |
| 1995年   | 南洋十大邪術 (The Eternal Evil Of Asia)                    | 阿南           |
| 1995年   | 迷奸犯 (Daze Raper)                                        | 郭锦雄         |
| 1995年   | 香港重案實錄之西環浮屍 (O.C.T.B. Case - The Floating Body) | 歐振球 / 歐Sir |
| 1995年   | 迷魂黨 (Spike Drink Gang)                                  |                |
| 1996年   | 二奶村之殺夫 (The Woman Behind)                            | 桂生           |
| 1999年   | 渡假屋偷窺事件 (Snooper)                                   | 孟龍           |
| 2004年   | 小男當家 (The Happiness of Family Reunion)                 | 阿南           |
| 2004年   | 怪才百分百 (Guai Cai Bai Fen Bai)                          | 成初           |
| 2022年   | 新洗冤錄 (網絡電影)                                        | 宋慈           |
| 即將拍攝 | 新洗冤錄2 (網絡電影)                                       | 宋慈           |
| 1999     | 窗願                                                       |                |

## 音樂作品(歌曲)

### 電視劇歌曲
| 年份   | 歌名       | 劇名         | 性質   |
| 1991年 | 香港新姿態 | 卡拉屋企     | 主題曲 |
| 1997年 | Mamma Mia  | 美味天王     | 主題曲 |
| 1997年 | 笑住掛住你 | 美味天王     | 插曲   |
| 2000年 | 君子好逑   | 金裝四大才子 | 主題曲 |
| 2008年 | 好學為福   | 尖子攻略     | 主題曲 |

### 其他歌曲
| 年份   | 歌名                    | 劇名     | 收錄                         |
| 1997年 | 囉囉攣 與關詠荷合唱     | 美味天王 | 電視劇《美味天王》原聲大碟   |
| 1997年 | 愛在心內暖 與關詠荷合唱 | 美味天王 | 電視劇《美味天王》原聲大碟   |
| 2004年 | 星期日                  |          | 林保怡《夢迴慾孽》專輯       |
| 2006年 | 歡樂年年                |          | 薛家燕《恭喜恭喜賀新年》專輯 |

## 無線月曆
- 1998年 - 1月 - 歐陽震華、關詠荷
- 1999年 - 12月 - 歐陽震華、關詠荷
- 2000年 - 4月 - 歐陽震華、陳妙瑛
- 2001年 - 4月 - 歐陽震華、向海嵐
- 2002年 - 8月 - 歐陽震華、郭可盈
- 2003年 - 4月 - 歐陽震華、蔡少芬、魏駿傑
- 2004年 - 10月 - 歐陽震華、郭可盈
- 2005年 - 10月 - 歐陽震華、郭羨妮
- 2006年 - 1/2月 - 郭晉安、林保怡、歐陽震華、鄭少秋、林文龍、陳錦鴻
- 2007年 - 12月 - 曹永廉、楊思琦、湯盈盈、歐陽震華、蔡少芬、陳豪
- 2008年 - 2月 - 汪明荃、陳錦鴻、歐陽震華、關菊英、關詠荷
- 2009年 - 10月 - 羅嘉良、歐陽震華、廖碧兒、邵美琪
- 2014年 - 10月 - 歐陽震華、黎耀祥、關詠荷、米雪、陳慧珊、萬綺雯、胡定欣
- 2015年 - 9月 - 歐陽震華、萬綺雯、陳煒、王浩信、黃心穎
- 2016年 - 7月 - 歐陽震華、胡定欣、滕麗名、羅蘭、呂慧儀、胡楓、劉江、張穎康
- 2017年 - 11月 - 歐陽震華、陳豪、田蕊妮、邵美琪、張繼聰、森美、李佳芯、許紹雄、姜大衛、關禮傑、龔嘉欣
- 2018年 - 11月 - 汪明荃、陳百祥、歐陽震華、陳豪、田蕊妮、朱千雪、李佳芯、陳智燊、陳貝兒、宋熙年、岑杏賢、朱凱婷、雷莊𠒇、何依婷、黃瑋琦、張寶欣、呂慧儀、安德尊、鄧梓峰、張頴康、周嘉洛

## 殊榮

### 國際艾美獎
| 年份   | 頒獎/機構        | 獎項                                    | 劇集     | 角色   | 結果 | 備註                             |
| 2007年 | 第35屆國際艾美獎 | International Emmy Award for Best Actor | 賭場風雲 | 齊歡暢 | 提名 | 首位香港男藝人獲提名該國際性獎項 |

### 亞洲電視大獎
| 年份   | 頒獎/機構        | 獎項         | 劇集       | 角色 | 結果 | 備註 |
| 2017年 | 亞洲電視大獎2017 | 最佳喜劇演員 | 一屋老友記 | 寶歡 | 獲獎 |      |

### 萬千星輝賀台慶
| 年份   | 頒獎/機構              | 獎項                           | 劇集         | 角色   | 結果 | 備註                                                                  |
| 1997年 | 1997年度萬千星輝賀台慶 | 最佳劇中男角演繹大獎           | 醉打金枝     | 郭曖   | 提名 | 入圍最後八強                                                          |
| 1997年 | 1997年度萬千星輝賀台慶 | 最佳惹笑冤家獎                 | 醉打金枝     | 郭曖   | 獲獎 | 與關詠荷(昇平公主)一同獲獎                                            |
| 1998年 | 1998年度萬千星輝賀台慶 | 最佳男主角獎                   | 陀槍師姐     | 陳小生 | 提名 | 入圍最後五強                                                          |
| 1998年 | 1998年度萬千星輝賀台慶 | 最佳拍擋大獎                   | 陀槍師姐     | 陳小生 | 提名 | 入圍最後五強 與關詠荷(朱素娥)一同提名                                 |
| 1999年 | 1999年度萬千星輝賀台慶 | 本年度我最喜愛的男主角         | 金玉滿堂     | 戴東官 | 提名 | 入圍最後五強                                                          |
| 2000年 | 2000年度萬千星輝賀台慶 | 本年度我最喜愛的男主角         | 洗冤錄       | 宋慈   | 獲獎 |                                                                       |
| 2000年 | 2000年度萬千星輝賀台慶 | 本年度我最喜愛的電視角色       | 洗冤錄       | 宋慈   | 獲獎 |                                                                       |
| 2000年 | 2000年度萬千星輝賀台慶 | 本年度我最喜愛的電視角色       | 陀槍師姐II   | 陳小生 | 提名 |                                                                       |
| 2000年 | 2000年度萬千星輝賀台慶 | 本年度我最喜愛的電視角色       | 金裝四大才子 | 祝枝山 | 提名 |                                                                       |
| 2000年 | 2000年度萬千星輝賀台慶 | 本年度我最喜愛的拍檔（戲劇組） | 金裝四大才子 | 祝枝山 | 提名 | 入圍最後五强 與張家輝(唐伯虎)、林家棟(文徵明)、魏駿傑(周文賓)一同提名 |
| 2001年 | 2001年度萬千星輝賀台慶 | 本年度我最喜愛的男主角         | 娛樂反斗星   | 白創世 | 提名 |                                                                       |
| 2001年 | 2001年度萬千星輝賀台慶 | 本年度我最喜愛的電視角色       | 娛樂反斗星   | 白創世 | 提名 |                                                                       |
| 2001年 | 2001年度萬千星輝賀台慶 | 本年度我最喜愛的男主角         | 陀槍師姐III  | 陳小生 | 提名 | 入圍最後五强                                                          |
| 2001年 | 2001年度萬千星輝賀台慶 | 本年度我最喜愛的電視角色       | 陀槍師姐III  | 陳小生 | 獲獎 |                                                                       |
| 2001年 | 2001年度萬千星輝賀台慶 | 本年度我最喜愛的拍檔（戲劇組） | 陀槍師姐III  | 陳小生 | 提名 | 入圍最後五强 與蔡少芬(衛英姿)一同提名                                 |
| 2003年 | 2003年度萬千星輝賀台慶 | 本年度我最喜愛的男主角         | 談判專家     | 彭國棟 | 提名 | 入圍最後五强                                                          |
| 2003年 | 2003年度萬千星輝賀台慶 | 本年度我最喜愛的電視角色       | 談判專家     | 彭國棟 | 提名 |                                                                       |
| 2003年 | 2003年度萬千星輝賀台慶 | 本年度我最喜愛的拍檔（戲劇組） | 談判專家     | 彭國棟 | 提名 | 與郭可盈(簡潔)一同提名                                                |
| 2003年 | 2003年度萬千星輝賀台慶 | 本年度我最喜愛的男主角         | 洗冤錄II     | 宋慈   | 提名 |                                                                       |
| 2003年 | 2003年度萬千星輝賀台慶 | 本年度我最喜愛的電視角色       | 洗冤錄II     | 宋慈   | 獲獎 |                                                                       |
| 2003年 | 2003年度萬千星輝賀台慶 | 本年度我最喜愛的拍檔（戲劇組） | 洗冤錄II     | 宋慈   | 提名 | 與佘詩曼(阮玉珠)一同提名                                              |
| 2003年 | 2003年度萬千星輝賀台慶 | 本年度我最喜愛的拍檔（戲劇組） | 洗冤錄II     | 宋慈   | 提名 | 與歐錦棠(鄒子龍)一同提名                                              |
| 2004年 | 2004年度萬千星輝賀台慶 | 本年度我最喜愛的男主角         | 陀槍師姐IV   | 陳小生 | 提名 |                                                                       |
| 2004年 | 2004年度萬千星輝賀台慶 | 本年度我最喜愛的電視角色       | 陀槍師姐IV   | 陳小生 | 提名 |                                                                       |
| 2004年 | 2004年度萬千星輝賀台慶 | 本年度我最喜愛的拍檔（戲劇組） | 陀槍師姐IV   | 陳小生 | 提名 | 與蔡少芬(衛英姿)一同提名                                              |
| 2004年 | 2004年度萬千星輝賀台慶 | 本年度我最喜愛的拍檔（戲劇組） | 陀槍師姐IV   | 陳小生 | 提名 | 與蒙嘉慧(方 晴)一同提名                                               |
| 2004年 | 2004年度萬千星輝賀台慶 | 本年度我最喜愛的男主角         | 青出於藍     | 賈濟才 | 提名 | 入圍最後五强                                                          |
| 2004年 | 2004年度萬千星輝賀台慶 | 本年度我最喜愛的電視角色       | 青出於藍     | 賈濟才 | 獲獎 |                                                                       |
| 2004年 | 2004年度萬千星輝賀台慶 | 本年度我最喜愛的拍檔（戲劇組） | 青出於藍     | 賈濟才 | 提名 | 與郭可盈(王若詩)一同提名                                              |
| 2004年 | 2004年度萬千星輝賀台慶 | 本年度我最喜愛的拍檔（戲劇組） | 青出於藍     | 賈濟才 | 提名 | 與陶大宇(曾政良)一同提名                                              |
| 2005年 | 2005年度萬千星輝賀台慶 | 最佳男主角                     | 翻新大少     | 戴少良 | 提名 |                                                                       |

### 萬千星輝頒獎典禮
| 年份   | 頒獎/機構            | 獎項                    | 劇集       | 角色                 | 結果 | 備註           |
| 2006年 | 萬千星輝頒獎典禮2006 | 我最喜愛的電視男角色    | 施公奇案   | 施世綸               | 提名 |                |
| 2006年 | 萬千星輝頒獎典禮2006 | 最佳男主角              | 法證先鋒   | 高彥博               | 提名 |                |
| 2007年 | 萬千星輝頒獎典禮2007 | 我最喜愛的電視男角色    | 爸爸閉翳   | 閔天賜               | 提名 | 入圍最後五强   |
| 2007年 | 萬千星輝頒獎典禮2007 | 最佳男主角              | 賭場風雲   | 齊歡暢               | 提名 | 入圍最後五强   |
| 2007年 | 萬千星輝頒獎典禮2007 | 內地觀眾最喜愛TVB男藝人 | -          | -                    | 提名 | 入圍最後五强   |
| 2008年 | 萬千星輝頒獎典禮2008 | 最佳男主角              | 尖子攻略   | 彭錦秋               | 提名 |                |
| 2010年 | 萬千星輝頒獎典禮2010 | 我最喜愛的電視男角色    | 施公奇案II | 施世綸               | 提名 |                |
| 2010年 | 萬千星輝頒獎典禮2010 | 最佳男主角              | 施公奇案II | 施世綸               | 提名 |                |
| 2010年 | 萬千星輝頒獎典禮2010 | tvb.com人氣大獎         | -          | -                    | 提名 |                |
| 2011年 | 萬千星輝頒獎典禮2011 | 最佳男主角              | 不速之約   | 江東健               | 提名 |                |
| 2012年 | 萬千星輝頒獎典禮2012 | 我最喜愛的電視男角色    | 耀舞長安   | 戴名鈸/喬步龍        | 提名 |                |
| 2013年 | 萬千星輝頒獎典禮2013 | 最佳男主角              | 情逆三世緣 | 包拯、華龍飆、袁金昌 | 提名 |                |
| 2015年 | 萬千星輝頒獎典禮2015 | 最受歡迎電視男角色      | 東坡家事   | 蘇軾                 | 提名 |                |
| 2015年 | 萬千星輝頒獎典禮2015 | 最佳男主角              | 東坡家事   | 蘇軾                 | 提名 |                |
| 2016年 | 萬千星輝頒獎典禮2016 | 最受歡迎電視男角色      | 一屋老友記 | 寶歡                 | 提名 | 入圍最後五強   |
| 2016年 | 萬千星輝頒獎典禮2016 | 最佳男主角              | 一屋老友記 | 寶歡                 | 提名 |                |
| 2017年 | 萬千星輝頒獎典禮2017 | 最受歡迎電視男角色      | 誇世代     | 宋仲基               | 提名 |                |
| 2017年 | 萬千星輝頒獎典禮2017 | 最佳男主角              | 誇世代     | 宋仲基               | 提名 |                |
| 2017年 | 萬千星輝頒獎典禮2017 | 最受歡迎電視拍檔        | 誇世代     | 宋仲基               | 提名 | 與陳豪一同提名 |

### Astro華麗臺電視劇大獎
| 年份   | 頒獎/機構                 | 獎項           | 劇集       | 角色   | 結果 | 備註                   |
| 2004年 | Astro華麗台電視劇大獎2004 | 我的至愛角色   | 陀槍師姐IV | 陳小生 | 獲獎 |                        |
| 2004年 | Astro華麗台電視劇大獎2004 | 我的至愛男主角 | 陀槍師姐IV | 陳小生 | 提名 |                        |
| 2007年 | Astro華麗台電視劇大獎2007 | 我的至愛角色   | 法證先鋒   | 高彥博 | 提名 |                        |
| 2007年 | Astro華麗台電視劇大獎2007 | 我的至愛男主角 | 法證先鋒   | 高彥博 | 提名 |                        |
| 2008年 | Astro華麗台電視劇大獎2008 | 我的至愛情侶檔 | 賭場風雲   | 齊歡暢 | 提名 | 與宣萱(李青雲)一同提名 |
| 2008年 | Astro華麗台電視劇大獎2008 | 我的至愛角色   | 賭場風雲   | 齊歡暢 | 獲獎 |                        |
| 2008年 | Astro華麗台電視劇大獎2008 | 我的至愛男主角 | 賭場風雲   | 齊歡暢 | 提名 | 入圍最後五强           |
| 2009年 | Astro華麗台電視劇大獎2009 | 我的至愛男主角 | 尖子攻略   | 彭錦秋 | 提名 |                        |

### MY AOD我的最愛頒獎典禮
| 年份   | 頒獎/機構                  | 獎項                   | 劇集       | 角色   | 結果 | 備註 |
| 2010年 | MY AOD我的最愛頒獎典禮2010 | 我的最愛電視男主角     | 施公奇案II | 施世綸 | 提名 |      |
| 2011年 | MY AOD我的最愛頒獎典禮2011 | 我的最愛十五大電視角色 | 不速之約   | 江東健 | 提名 |      |

### TVB 馬來西亞星光薈萃頒獎典禮
| 年份   | 頒獎/機構                        | 獎項              | 劇集       | 角色                   | 結果 | 備註                                    |
| 2013年 | TVB 馬來西亞星光薈萃頒獎典禮2013 | 最喜愛TVB電視角色 | 情逆三世緣 | 包青天、華龍飆、袁金昌 | 提名 |                                         |
| 2013年 | TVB 馬來西亞星光薈萃頒獎典禮2013 | 最喜愛TVB螢幕情侶 | 情逆三世緣 | 包青天、華龍飆、袁金昌 | 提名 | 與關詠荷 (韓霜霜/田秋鳳/楊夕雪)一同提名 |
| 2015年 | TVB 馬來西亞星光薈萃頒獎典禮2015 | 最喜愛TVB電視角色 | 東坡家事   | 蘇軾                   | 提名 |                                         |
| 2015年 | TVB 馬來西亞星光薈萃頒獎典禮2015 | 最喜愛TVB螢幕情侶 | 東坡家事   | 蘇軾                   | 提名 | 與萬綺雯(王閏之)一同提名                |
| 2015年 | TVB 馬來西亞星光薈萃頒獎典禮2015 | 最喜愛TVB男主角   | 東坡家事   | 蘇軾                   | 提名 |                                         |
| 2016年 | TVB 馬來西亞星光薈萃頒獎典禮2016 | 最喜愛TVB電視角色 | 一屋老友記 | 寶歡                   | 獲獎 |                                         |
| 2016年 | TVB 馬來西亞星光薈萃頒獎典禮2016 | 最喜愛TVB男主角   | 一屋老友記 | 寶歡                   | 提名 | 入圍最後五強                            |

### 星和無綫電視大獎
| 年份   | 頒獎/機構            | 獎項                | 劇集       | 角色 | 結果 | 備註                     |
| 2016年 | 星和無綫電視大獎2016 | 我最愛TVB男主角     | 一屋老友記 | 寶歡 | 提名 |                          |
| 2016年 | 星和無綫電視大獎2016 | 我最愛TVB電視男角色 | 一屋老友記 | 寶歡 | 獲獎 |                          |
| 2016年 | 星和無綫電視大獎2016 | 我最愛TVB熒幕情侶   | 一屋老友記 | 寶歡 | 提名 | 與胡定欣(朱燦燦)一同提名 |
| 2016年 | 星和無綫電視大獎2016 | 我最愛TVB熒幕情侶   | 東坡家事   | 蘇軾 | 提名 | 與萬綺雯(王閏之)一同提名 |

### 壹電視大獎
| 年份   | 頒獎/機構          | 獎項                        | 劇集 | 角色 | 結果 | 備註   |
| 1995年 | 1995年度壹電視大獎 | 十大電視藝人                | -    | -    | 獲獎 | 第六位 |
| 1996年 | 1996年度壹電視大獎 | 十大電視藝人                | -    | -    | 獲獎 | 第五位 |
| 1997年 | 1997年度壹電視大獎 | 十大電視藝人                | -    | -    | 獲獎 | 第二位 |
| 1998年 | 1998年度壹電視大獎 | 十大電視藝人                | -    | -    | 獲獎 | 第三位 |
| 1999年 | 1999年度壹電視大獎 | 十大電視藝人                | -    | -    | 獲獎 | 第八位 |
| 2000年 | 2000年度壹電視大獎 | 十大電視藝人                | -    | -    | 獲獎 | 第二位 |
| 2001年 | 2001年度壹電視大獎 | 十大電視藝人                | -    | -    | 獲獎 | 第四位 |
| 2002年 | 2002年度壹電視大獎 | 十大電視藝人                | -    | -    | 獲獎 | 第八位 |
| 2003年 | 2003年度壹電視大獎 | 十大電視藝人                | -    | -    | 獲獎 | 第四位 |
| 2004年 | 2004年度壹電視大獎 | 十大電視藝人                | -    | -    | 獲獎 | 第八位 |
| 2004年 | 2004年度壹電視大獎 | Happy Shop 健康快樂藝人大獎 | -    | -    | 獲獎 |        |

### 新城勁爆電視大獎頒獎禮
| 年份   | 頒獎/機構                  | 獎項             | 劇集 | 角色 | 結果 | 備註 |
| 2005年 | 新城勁爆電視大獎頒獎禮2005 | 新城勁爆電視演員 | -    | -    | 獲獎 |      |

## 外部連結
- 歐陽震華的新浪微博
- 歐陽震華在香港影庫上的簡介